# Saint-Victor-de-Buthon
Saint-Victor-de-Buthon är en kommun i departementet Eure-et-Loir i regionen Centre-Val de Loire strax norr om centrala Frankrike. Kommunen ligger i kantonen La Loupe som tillhör arrondissementet Nogent-le-Rotrou. År 2022 hade Saint-Victor-de-Buthon 509 invånare.

## Befolkningsutveckling
Antalet invånare i kommunen Saint-Victor-de-Buthon
Referens:INSEE